# Emilio Larrosa
Emilio Larrosa mexikói producer, író.

## Élete
Emilio Larrosa Mexikóban született. Első telenovelláját 1986-ban készítette el, amelynek El camino secreto volt a címe. 1993-ban a Dos mujeres, un camino című telenovellát készítette el. 2001-ben a Szeretők és riválisok című sorozatot készítette el. 2009-ben elkészítette a Hasta que el dinero nos separe című telenovellát Itatí Cantoral és Pedro Fernández főszereplésével.

## Telenovellái

### Mint vezető producer
- Amores con trampa (2015)
- Libre para amarte (2013)
- Kettős élet (Dos hogares) (2011)
- Hasta que el dinero nos separe (2009-2010)
- Muchachitas como tú (2007)
- La verdad oculta (2006)
- Mujer de madera (2004)
- A szerelem ösvényei (Las vías del amor) (2002-2003)
- Szeretők és riválisok (Amigas y rivales) (2001)
- Mujeres engañadas (1999-2000)
- Soñadoras – Szerelmes álmodozók (Soñadoras) (1998)
- Salud, dinero y amor (1997)
- Tú y yo (1996)
- El premio mayor (1995)
- Volver a empezar (1994)
- Dos mujeres, un camino (1993)
- Mágica juventud (1992)
- Muchachitas (1991)
- Al filo de la muerte (1991)
- El camino secreto (1986)